# Kostel svatého Erharda (Tatrovice)
Kostel svatého Erharda (též jako svatého Erharta) je filiální, v minulosti farní kostel římskokatolický kostel v Tatrovicích v okrese Sokolov v Karlovarském kraji. Od roku 1963 je areál kostela, včetně přilehlé Olivetské kaple, Božích muk i brány ohradní zdi, chráněn jako kulturní památka.

## Historie

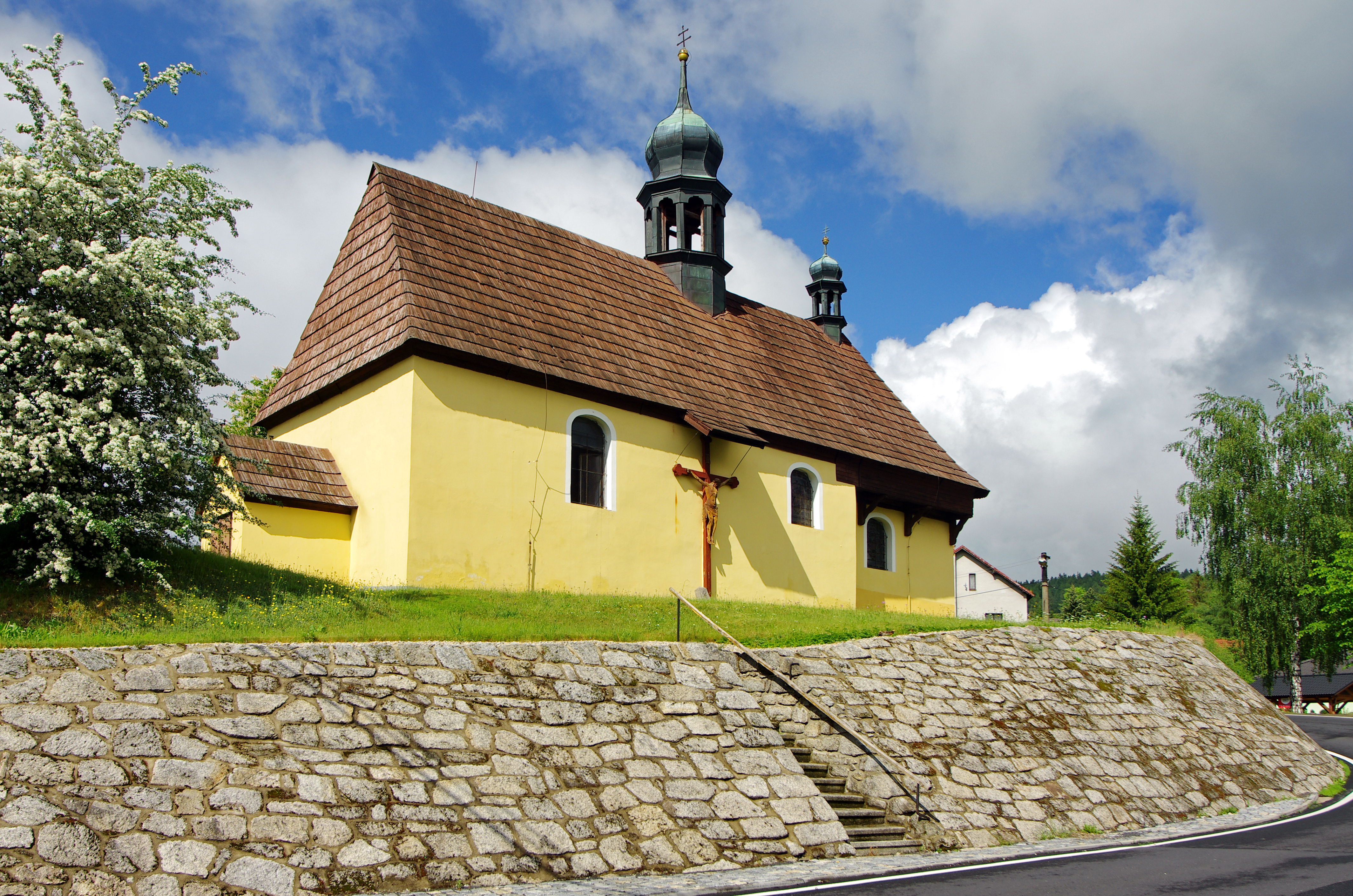
Pohled na jižní stěnu

Kostel patří mezi nejstarší kostely v regionu. Pochází pravděpodobně z poloviny 13. století. Německá vlastivěda z roku 1898 uvádí dokonce 12. století, kdy svatostánek nechal údajně postavit jeden z rodu Unruherů. Tvrzení se však opírá o nedatovanou listinu. Tatrovice v té době náležely k loketskému panství. Unruherové se na Loketsku usadili až na počátku 15. století, a proto je nutno časový údaj vnímat jako chybný. Kostel je tak skutečně doložen až roku 1356. V roce 1352 byl zmiňován jak plebánie.
Původně se jednalo nejspíš o větší kapli. Ta byla do současné podoby dostavěna roku 1555, kdy byla k původnímu objektu přistavěna loď a zaklenut pravoúhlý presbytář. Barokní úprava kostela je nejspíš z první poloviny 18. století. V té době byl kostel vybaven barokním inventářem a byla postavena barokní kaple Olivetské hory.
V roce 1627 došlo k přidělení farního kostela k Jindřichovicím a farní kostel v Tatrovicích se stal filiálním, kde se sloužily mše jen v neděli a o svátcích. Fara zůstala prázdná, později do ní byla přemístěna malá místní škola. Ve staré farní kronice se uvádí, že obyvatelé Tatrovic měli po dlouhou dobu těžkosti s obsazením farnosti. Teprve v roce 1782 zde opět byl farář. Město Loket jako sídlo panství převzalo patronát nad kostelem. V témže roce byly u příležitosti nového vysvěcení kostela provedeny větší opravy kostela a fary. Rozsáhlejší opravy kostela a fary se prováděly roku 1872, v roce 1873 byl nově vyzdoben oltář. Při menších opravách střechy a vybílení vnitřku kostela v roce 1925 byla zavedena elektřina a provedena vnitřní elektroinstalace.
Po skončení druhé světové války došlo k odsunu německého obyvatelstva, obec Tatrovice téměř zanikla a kostel postupně chátral. Oprav se kostel dočkal v letech 2004 až 2005. Byla provedena celková rekonstrukce kostela, opravena byla šindelová střecha kostela. Upraveno bylo i bezprostřední okolí kostela včetně rekonstrukce jižního schodiště a došlo k obnově interiéru objektu.

## Architektura
Jednolodní orientovaný kostel byl raně gotickou stavbou. Současná barokní podoba kostela je z roku 1555. V sakristii při severní straně se nacházejí dvě pole křížové hřebínkové klenby. Loď je plochostropá a původně byla vybavena dřevěnými kazetami. Tříramenná dřevěná kruchta je nesena vyřezávanými sloupky. Kostel nemá opěrné pilíře. Na střeše dominuje sanktusová věž s barokní cibulovou bání s dvouramenným křížem na vrcholu. Druhá menší vížka se nachází nad presbytářem.
Před hlavním západním průčelím je čtvercová předsíň se stříškou krytou šindelem. V podélných stěnách lodi kostela jsou dvojice obdélných oken, z nichž výše položená mají vitráže. Rovněž okno do presbytáře je vitrážované. Na jižní stěně lodi kostela je dřevěný krucifix s polychromovanou vyřezávanou sochou Ukřižovaného Ježíše Krista. Kricifix je kryt malou šindelovou stříškou.

## Interiér
V presbytáři se nachází hlavní barokní portálový oltář z poloviny 18. století. Původně zde stála socha sv. Erharda. Boční oltářní sochy náležely sv. Janu Nepomuckému a sv. Janu Křtiteli. Současná výzdoba neodpovídá původnímu stavu a zejména v průběhu 20. století docházelo k častým změnám. Zajímavá je kamenná křtitelnice z roku 1701 a barokní lavice z období kolem roku 1700. Dva protějškové tabulové oltáře pocházejí z konce 18. století. Na epištolní straně je obraz Korunování Panny Marie z období kolem roku 1780. Hodnotnou řezbářskou prací z první poloviny 18. století je socha svatá Anny. Ze stejného období je soška Panny Marie s Ježíškem. Z konce 18. století je socha sv. Vendelína. Zajímavým dílem z konce 18. století je olejomalba Křížové cesty. Původní varhany v kostele jsou prvně zmíněny roku 1762. Současné varhany sestavil varhanář Andreas Peter roku 1912.

## Zvony
Před první světovou válkou měl kostel 4 zvony. Dva byly ve velké věži, další v malé věži. Nejmenší zvon, umíráček, byl zavěšen roku 1892 do kapličky, předtím však od roku 1782 visel ve staré škole. Za první světové války byly všechny zvony rekvírovány.
Jako první byl roku 1916 rekvírován zvon z roku 1650.
Zbývající zvony potkal stejný osud v roce 1917.
Tři zvony, které jsou nyní v kostele, pocházejí z roku 1925.